# Mylabris praestans
Mylabris praestans es una especie de coleóptero de la familia Meloidae.

## Distribución geográfica
Habita en Zanzíbar (Tanzania).